# Црква Васкрсења Христовог у Поповима
Црква Васкрсења Христовог у Поповима, насељеном месту на територији града Бијељина припада Епархији зворничко-тузланској Српске православне цркве.
Ктитори храма су Слободан и Мира Павловић из Чикага, иначе родом из Попова, који су 90-тих година прошлога века покренули иницијативу за градњу цркве.

## Архитектура цркве
Изградња цркве посвећену Васкрсењу Христовом у Поповима почета је 1991. године, по пројекту Драгице и Љубише Тешић из Тузле. Подигнута је у византијском стилу, са пет купола, димензија у основи 17x11m. Звоник висине 39m одвојен је од храма и на њему се налазе четири велика звона. Након завршене градње храм је освештао 18. јула 1998. године епископ зворничко-тузлански Василије  уз саслужење шесторице епископа: шабачко-ваљевског Лаврентија, сремског Василија, бањалучког Јефрема, канадског Георгија, далматинског Лонгина и британско-скандинавског Доситеја.
Дрвени иконостас израђен је у Америци. Монахиње манастира Градац код Рашке живописале су иконе на иконостасу, док су је живописали фрескописци Синиша Будимир и Бранислав Шавија из Бијељине.
Храм је био је поплављен 15. маја 2014. године и тада је на њему причињена велика материјална штета. Након повлачења воде започела је санација и уједно обнова кровног покривача.
Матичне књиге ове парохије вођене су од 1897. до 1946. године. Нове матичне књиге воде се од 1993. године.